# Mulai al-Hassan I.

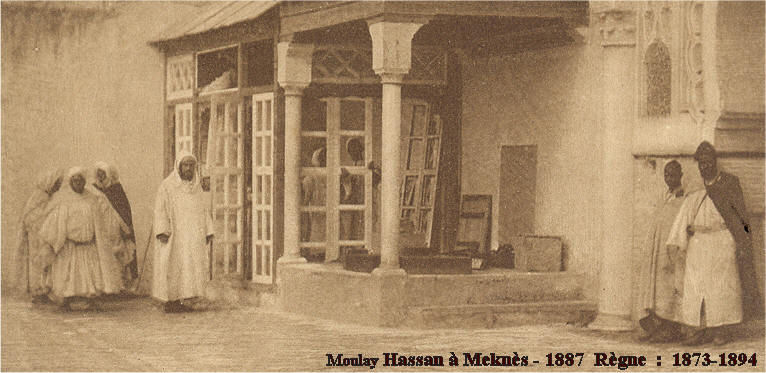
Mulai al-Hassan I.

Mulai al-Hassan I. (arabisch مولاي الحسن الأول, DMG Mūlāy al-Ḥasan al-awwal; * 1836; † 7. Juni 1894 bei Kasba Tadla) war von 1873 bis 1894 Sultan der Alawiden in Marokko.
Nachdem Mulai al-Hassan I. als Sohn des Alawidensultans Sidi Muhammad IV. (1859–1873) die Herrschaft übernommen hatte, versuchte er die Verwaltung zu zentralisieren und die Stämme verstärkt der staatlichen Kontrolle zu unterstellen. Zwar gelang die Modernisierung der Armee, doch konnten die anderen Reformen wegen des Widerstands der Stämme nur teilweise durchgesetzt werden. Grund für die eingeschränkte Handlungsfähigkeit des Staates war sicher auch die restriktive Finanzpolitik, mit der Mulai al-Hassan I. eine Überschuldung Marokkos zu verhindern suchte. Dies hätte sonst dem ausländischen Einfluss Tür und Tor geöffnet, was zu dieser Zeit an der europäischen Finanzkontrolle über Ägypten und Tunesien ersichtlich wurde.
Al-Hassan gelang es, die zunehmenden Begehrlichkeiten europäischer Mächte an Marokko abzuwehren. So wurde in der Konferenz von Madrid 1880 die Unabhängigkeit des Landes gegen die Gewährung der Meistbegünstigung an 13 Staaten garantiert. Dennoch versuchten in der Folgezeit Frankreich und Großbritannien ihr Protektorat über Marokko zu errichten, scheiterten aber am Widerstand der anderen europäischen Mächte. Mulai al-Hassan starb 1894 plötzlich bei einer Polizeiaktion gegen unbotmäßige Berber-Stämme in der Tadla-Region am Westrand des Mittleren Atlas. Die Expedition des Sultans wurde durch den in der Region einflussreichen Sufi-Orden der Sherqawa mit Hauptsitz in Boujad unterstützt. Obwohl einer seiner Söhne, Abd al-Aziz, schon zuvor als Nachfolger bestimmt worden war, hätte die Bekanntgabe des Todes auf feindlichem Land einen Nachfolgestreit innerhalb des Hofstaates auslösen können. Sein Tod wurde daher zwei Tage lang geheim gehalten, bis die Expedition wieder heimisches Gebiet erreicht hatte. Bou Ahmed, dem Kammerherrn des Sultans, blieb ausreichend Zeit, um Abd al-Aziz (reg. 1894–1908), ins Amt einzuführen.